# Кец (Німеччина)
Кец (нім. Kötz) — громада в Німеччині, знаходиться в землі Баварія. Підпорядковується адміністративному округу Швабія. Входить до складу району Гюнцбург. Центр об'єднання громад Кец.
Площа — 20,55 км2. Населення становить 3254 ос. (станом на 31 грудня 2020).